# Ribbesbüttel
Ribbesbüttel település Németországban, azon belül Alsó-Szászország tartományban. Lakosainak száma 2155 fő (2023. december 31.). Ribbesbüttel Rötgesbüttel, Adenbüttel, Leiferde, Gifhorn és Isenbüttel községekkel határos.

## Népesség
A település népességének változása:
| Lakosok száma | 2027 | 2044 | 2063 | 2156 | 2150 | 2155 |
|               | 2016 | 2017 | 2019 | 2021 | 2022 | 2023 |